# 柳鸣九
柳鸣九（1934年3月18日—2022年12月15日），男，湖南长沙人，中国法语翻译家，中国社会科学院外国文学研究所研究员，中国研究法国文学的权威、“萨特研究第一人”。
1953年毕业于湖南省立一中。1957年毕业于北京大学西方语言文学系。2006年当选为中国社会科学院荣誉学部委员。